# 谷門進士
谷門 進士（たにかど ゆきひと、1966年11月17日 -）は、日本の俳優。

## 出演作品

### 映画
- VERSUS（2001年） - 必殺処刑コップ
- 地獄甲子園（2002年） - 外道監督
- Jam Films「the messenger -弔いは夜の果てで-」（2002年）
- ALIVE（2003年） - 研究員
- 援助交際撲滅運動 地獄変（2004年） - 国貞

### テレビドラマ
- 春日局（1989年、NHK） - 阿部忠秋
- 水曜ドラマ 花も実もある（1990年、NHK） - 見合いビデオの男
- 傷だらけの女（1999年）
- 天気予報の恋人（2000年）
- HATU ハーツ〜ヴァンパイア・シンドローム（2002年）